# Добротність
Добротність (англ. quality factor, нім. Qualität f) – у загальному випадку – характеристика резонансних властивостей системи. Відношення амплітуди коливань системи при резонансі до амплітуди коливань далеко від нього для вимушених коливань, або відношення енергії запасеної в системі до втрат енергії за одне коливання, для вільних коливань. На практиці найчастіше вимірюють добротність котушок індуктивності, послідовного коливального контуру із зразковим конденсатором, втратами якого можна знехтувати порівняно із втратами котушки індуктивності.Тоді добротність котушки індуктивності практично збігається з добротністю коливального контуру і дорівнює відношенню напруги на зразковій ємності при резонансі до підведеної напруги генератора, включеного послідовно із елементами послідовного коливального контуру. Тоді, оскільки для послідовного з'єднання струм однаковий для всіх елементів контуру, добротність реальної котушки індуктивності (для якої міжвитковою ємністю можна нехтувати) дорівнює відношенню індуктивного опору до активного опору R. Оскільки при резонансі ємнісний опір дорівнює індуктивному, а ємність зразкового конденсатора відома, то добротність котушки індуктивності дорівнює відношенню ємнісного опору до активного опору. Активний опір знаходять при резонансі ділячи напругу на генераторі на його струм. Щоб порахувати ємнісний опір потрібно виміряти резонансну частоту (наприклад за допомогою частотоміра).

## Приклади
Загальна формула для добротності будь-якої коливальної системи:
{\displaystyle Q={\frac {\omega _{0}W}{P_{d}}}={\frac {2\pi f_{0}W}{P_{d}}}},
де
- {\displaystyle \omega _{0}} — резонансна циклічна частота коливань
- {\displaystyle f_{0}} — резонансна частота коливань
- {\displaystyle W} — енергія, що накопичена в коливальній системі
- {\displaystyle P_{d}} — розсіювана потужність.

Добротність гірокомпаса — відношення кута закручування підвісу до кута відхилення осі гірокомпаса від площини меридіана під дією моменту від закручування підвісу. Добротність гірокомпаса залежить від широти місця орієнтування. Максимальне значення добротності гірокомпаса буде на екваторі.
Добротність коливальної системи – величина, яка показує у скільки разів амплітуда вимушених коливань системи при резонансі перевищує амплітуду зовнішніх збурюючих систему коливань. 
Добротність котушки індуктивності - Добротність послідовного коливального контуру визначається головним чином (якщо втратами конденсатора можна знехтувати) добротністю котушки індуктивності:
Q = wLk/rk ,
яка залежить від багатьох причин.
Частина енергії магнітного поля котушки індуктивності витрачається на нагрівання провідника, тому більшу добротність мають котушки, намотані спеціальним багатожильним проводом - літцендратом.
Деяка частина магнітного потоку розсіюється, не замикаючись на витки котушки. Застосовуючи магнітні сердечники, цього можна уникнути і зменшити кількість витків, отже, підвищити її добротність. на добротність котушки впливає також матеріал каркаса. Найменші втрати енергії дають каркаси, виготовлені з матеріалу, що характеризується високими діелектричними властивостями, наприклад з високочастотної кераміки (радіофарфор, радіостеатит), високомолекулярних матеріалів (полістирол, преспорошки). Нижчу добротність мають котушки, намотані на дерев"яних каркасах, каркасах з гетинаксу, картону або текстоліту.
Добротність електрично малих антен можливо визначити співвідношенням:
{\displaystyle Q={\frac {\omega _{0}[W_{e}+W_{m}]}{P}}},
де
- {\displaystyle \omega _{0}} — резонансна кругова частота електромагнітних коливань
- {\displaystyle W_{e}} — енергія електричного поля, що накопичена в антені
- {\displaystyle W_{m}} — енергія магнітного поля, що накопичена в антені
- {\displaystyle P} — розсіювана антеною потужність.